# España en la Copa Mundial de Fútbol de 2002
La selección de España fue uno de los 32 equipos participantes en la Copa Mundial de Fútbol de 2002, torneo que se llevó a cabo del 31 de mayo al 30 de junio en Corea del Sur y Japón.

## Clasificación

### Tabla de posiciones
| Pos. | Selección            | Pts | PJ | PG | PE | PP | GF | GC | Dif |
| ---- | -------------------- | --- | -- | -- | -- | -- | -- | -- | --- |
| 1.   | España               | 20  | 8  | 6  | 2  | 0  | 21 | 4  | 17  |
| 2.   | Austria              | 15  | 8  | 4  | 3  | 1  | 10 | 8  | 2   |
| 3.   | Israel               | 12  | 8  | 3  | 3  | 2  | 11 | 7  | 4   |
| 4.   | Bosnia y Herzegovina | 8   | 8  | 2  | 2  | 4  | 12 | 12 | −12 |
| 5.   | Liechtenstein        | 0   | 8  | 0  | 0  | 8  | 0  | 23 | −23 |

### Partidos
| Fecha                   | Lugar    | Jornada |                  | Resultado |                  |
| ----------------------- | -------- | ------- | ---------------- | --------- | ---------------- |
| 2 de septiembre de 2000 | Sarajevo | 1       | B. y Herzegovina | 1:2 (1:1) | España           |
| 7 de octubre de 2000    | Madrid   | 2       | España           | 2:0 (1:0) | Israel           |
| 11 de octubre de 2000   | Viena    | 3       | Austria          | 1:1 (1:1) | España           |
| 24 de marzo de 2001     | Alicante | 4       | España           | 5:0 (2:0) | Liechtenstein    |
| 2 de junio de 2001      | Oviedo   | 5       | España           | 4:1 (1:1) | B. y Herzegovina |
| 6 de junio de 2001      | Tel Aviv | 6       | Israel           | 1:1 (1:0) | España           |
| 1 de septiembre de 2001 | Valencia | 7       | España           | 4:0 (1:0) | Austria          |
| 5 de septiembre de 2001 | Vaduz    | 8       | Liechtenstein    | 0:2 (0:1) | España           |

## Preparación

### Partidos previos
Datos correspondientes al periodo entre la finalización de la Eurocopa 2000 y el inicio de la Copa Mundial de Fútbol de 2002
| Fecha                   | Lugar      | Competición |                   |                              | Resultado |                             |              |
| ----------------------- | ---------- | ----------- | ----------------- | ---------------------------- | --------- | --------------------------- | ------------ |
| 16 de agosto de 2000    | Hannover   | Amistoso    | Alemania          | Bandera de Alemania          | 4:1 (1:0) | Bandera de España           | España       |
| 15 de noviembre de 2000 | Sevilla    | Amistoso    | España            | Bandera de España            | 1:2 (0:0) | Bandera de los Países Bajos | Países Bajos |
| 28 de febrero de 2001   | Birmingham | Amistoso    | Inglaterra        | Bandera de Inglaterra        | 3:0 (1:0) | Bandera de España           | España       |
| 28 de marzo de 2001     | Valencia   | Amistoso    | España            | Bandera de España            | 2:1 (1:0) | Bandera de Francia          | Francia      |
| 25 de abril de 2001     | Córdoba    | Amistoso    | España            | Bandera de España            | 1:0 (1:0) | Bandera de Japón            | Japón        |
| 14 de noviembre de 2001 | Huelva     | Amistoso    | España            | Bandera de España            | 1:0 (0:0) | Bandera de México           | México       |
| 13 de febrero de 2002   | Barcelona  | Amistoso    | España            | Bandera de España            | 1:1 (1:1) | Bandera de Portugal         | Portugal     |
| 27 de marzo de 2002     | Róterdam   | Amistoso    | Países Bajos      | Bandera de los Países Bajos  | 1:0 (1:0) | Bandera de España           | España       |
| 17 de abril de 2002     | Belfast    | Amistoso    | Irlanda del Norte | Bandera de Irlanda del Norte | 0:5 (0:1) | Bandera de España           | España       |

#### España vs. Portugal
| 13 de febrero de 2002 | España        | 1:1 (1:1) | Portugal  | Estadio Olímpico, Barcelona                                          |                                                                      |
|                       | Morientes 41' | Reporte   | Costa 29' | Asistencia: Sin datos sobre espectadores Árbitro(s): Alexandru Tudor | Asistencia: Sin datos sobre espectadores Árbitro(s): Alexandru Tudor |

| Uniformes | Uniformes |
| --------- | --------- |
|           |           |

#### Países Bajos vs. España
| 26 de marzo de 2002 | Países Bajos | 1:0 (1:0) | España | Stadion Feijenoord, Róterdam                                           |                                                                        |
|                     | de Boer 31'  | Reporte   |        | Asistencia: Sin datos sobre espectadores Árbitro(s): Karl-Erik Nilsson | Asistencia: Sin datos sobre espectadores Árbitro(s): Karl-Erik Nilsson |

| Uniformes | Uniformes |
| --------- | --------- |
|           |           |

## Uniforme

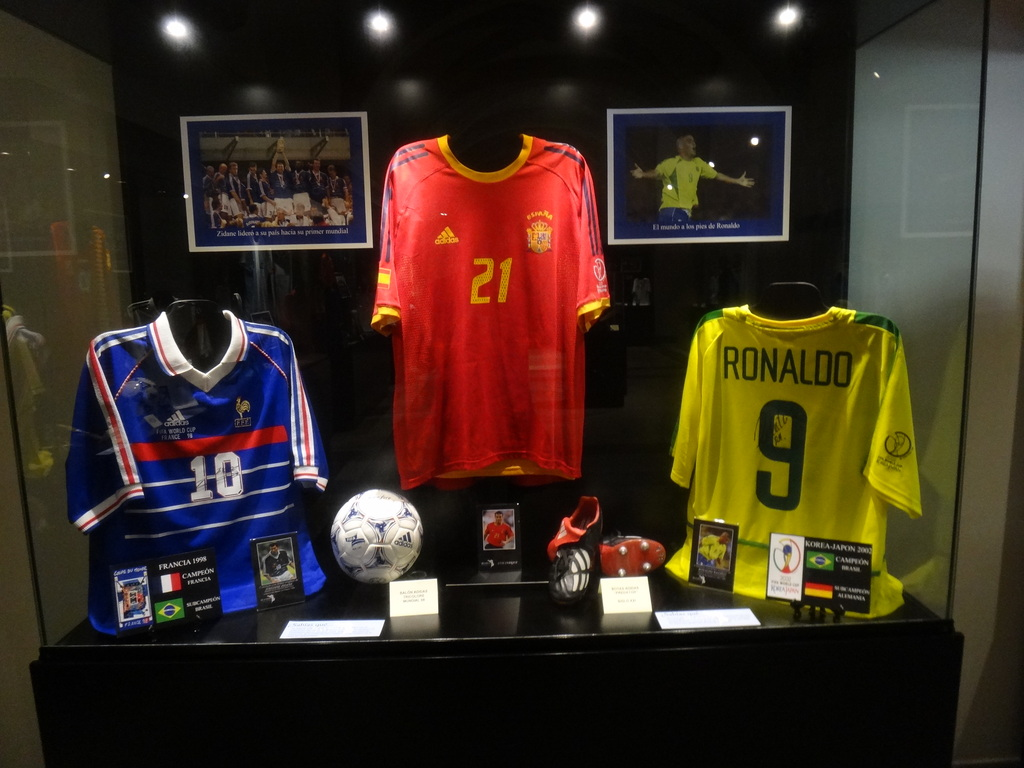
En el centro, camiseta española titular diseñada por Adidas.

### Oficial

#### Manga corta
| Opción 1 | Opción 2 | Opción 3 | Opción 4 |

#### Manga larga
| Opción 1 | Opción 2 | Opción 3 | Opción 4 |

### Alternativo

#### Manga corta
| Opción 1 | Opción 2 | Opción 3 | Opción 4 |

#### Manga larga
| Opción 1 | Opción 2 | Opción 3 | Opción 4 |

### Tercero

#### Manga corta
| Opción 1 | Opción 2 | Opción 3 | Opción 4 |

#### Manga larga
| Opción 1 | Opción 2 | Opción 3 | Opción 4 |

### Portero
| Opción 1 | Opción 2 |

### Entrenamiento
| Opción 1 | Opción 2 | Opción 3 (Portero) |

### Cuerpo técnico
|  |

## Plantel

### Lista final
Datos correspondientes al día de inicio del torneo
| #  | Nombre                    | Nac | Posición      | Club                |
| -- | ------------------------- | --- | ------------- | ------------------- |
| 1  | Iker Casillas             |     | Portero       | Real Madrid         |
| 2  | Curro Torres              |     | Defensa       | Valencia            |
| 3  | Juanfran                  |     | Defensa       | Celta de Vigo       |
| 4  | Iván Helguera             |     | Defensa       | Real Madrid         |
| 5  | Carles Puyol              |     | Defensa       | Barcelona           |
| 6  | Fernando Hierro           |     | Defensa       | Real Madrid         |
| 7  | Raúl González             |     | Delantero     | Real Madrid         |
| 8  | Rubén Baraja              |     | Mediocampista | Valencia            |
| 9  | Fernando Morientes        |     | Delantero     | Real Madrid         |
| 10 | Diego Tristán             |     | Delantero     | Deportivo La Coruña |
| 11 | Francisco Javier De Pedro |     | Mediocampista | Real Sociedad       |
| 12 | Albert Luque              |     | Mediocampista | Mallorca            |
| 13 | Ricardo                   |     | Portero       | Valladolid          |
| 14 | David Albelda             |     | Mediocampista | Valencia            |
| 15 | Enrique Romero            |     | Defensa       | Deportivo La Coruña |
| 16 | Gaizka Mendieta           |     | Mediocampista | Lazio               |
| 17 | Juan Carlos Valerón       |     | Mediocampista | Deportivo La Coruña |
| 18 | Sergio González           |     | Mediocampista | Deportivo La Coruña |
| 19 | Xavi Hernández            |     | Mediocampista | Barcelona           |
| 20 | Miguel Ángel Nadal        |     | Defensa       | Mallorca            |
| 21 | Luis Enrique              |     | Delantero     | Barcelona           |
| 22 | Joaquín Sánchez           |     | Mediocampista | Real Betis          |
| 23 | Pedro Contreras           |     | Portero       | Málaga CF           |
| DT | José Antonio Camacho      |     |               |                     |

## Participación
- Los horarios corresponden a la hora local de Corea del Sur y Japón (UTC+9).

### Partidos
| Fecha       | Lugar   | Instancia        |           |                      | Resultado               |                          |               |
| ----------- | ------- | ---------------- | --------- | -------------------- | ----------------------- | ------------------------ | ------------- |
| 2 de junio  | Gwangju | Fase de grupos   | España    | Bandera de España    | 3:1 (1:0)               | Bandera de Eslovenia     | Eslovenia     |
| 7 de junio  | Jeonju  | Fase de grupos   | España    | Bandera de España    | 3:1 (0:1)               | Bandera de Paraguay      | Paraguay      |
| 12 de junio | Daejeon | Fase de grupos   | Sudáfrica | Bandera de Sudáfrica | 2:3 (1:2)               | Bandera de España        | España        |
| 16 de junio | Suwon   | Octavos de final | España    | Bandera de España    | 1:1 (1:1, 1:0) (3:2 p.) | Bandera de Irlanda       | Irlanda       |
| 22 de junio | Gwangju | Cuartos de final | España    | Bandera de España    | 0:0 (3:5 p.)            | Bandera de Corea del Sur | Corea del Sur |

### Fase de grupos - Grupo B
En la primera fase del campeonato España quedó encuadrada dentro del grupo B con Eslovenia, Paraguay y Sudáfrica. La selección española empezó el campeonato imponiéndose a Eslovenia y Paraguay por 3-1 y a Sudáfrica por 3-2, para acabar líder del grupo con nueve puntos.
| Selección | Pts | PJ | PG | PE | PP | GF | GC | Dif |
| --------- | --- | -- | -- | -- | -- | -- | -- | --- |
| España    | 9   | 3  | 3  | 0  | 0  | 9  | 4  | 5   |
| Paraguay  | 4   | 3  | 1  | 1  | 1  | 6  | 6  | 0   |
| Sudáfrica | 4   | 3  | 1  | 1  | 1  | 5  | 5  | 0   |
| Eslovenia | 0   | 3  | 0  | 0  | 3  | 2  | 7  | −5  |

|  | Clasificados a los octavos de final. |

#### España vs. Eslovenia
| 2 de junio, 20:30 | España                                     | 3:1 (1:0) | Eslovenia     | Estadio Mundialista, Gwangju                                |                                                             |
|                   | Raúl 44' · Valerón 74' · Hierro 87' (pen.) | Reporte   | Cimirotič 82' | Asistencia: 28 598 espectadores Árbitro(s): Mohamed Guezzaz | Asistencia: 28 598 espectadores Árbitro(s): Mohamed Guezzaz |

| 1          | Guardameta     | Iker Casillas        |     |
| 3          | Defensa        | Juanfran             | 82' |
| 5          | Defensa        | Carles Puyol         |     |
| 6          | Defensa        | Fernando Hierro      |     |
| 20         | Defensa        | Miguel Ángel Nadal   |     |
| 8          | Centrocampista | Rubén Baraja         |     |
| 11         | Centrocampista | Javi de Pedro        |     |
| 17         | Centrocampista | Juan Carlos Valerón  |     |
| 21         | Centrocampista | Luis Enrique         | 74' |
| 7          | Delantero      | Raúl                 |     |
| 10         | Delantero      | Diego Tristán        | 67' |
| Entrenador | Entrenador     | José Antonio Camacho |     |

| 1          | Guardameta     | Marko Simeunovič |     |
| 3          | Defensa        | Željko Milinovič |     |
| 5          | Defensa        | Marinko Galič    |     |
| 6          | Defensa        | Aleksander Knavs |     |
| 7          | Centrocampista | Džoni Novak      | 77' |
| 8          | Centrocampista | Aleš Čeh         |     |
| 10         | Centrocampista | Zlatko Zahovič   | 63' |
| 11         | Centrocampista | Miran Pavlin     |     |
| 19         | Centrocampista | Amir Karić       |     |
| 9          | Delantero      | Milan Osterc     | 57' |
| 13         | Delantero      | Mladen Rudonja   |     |
| Entrenador | Entrenador     | Srečko Katanec   |     |

| 9  | Delantero | Fernando Morientes | 67' |
| 4  | Defensa   | Iván Helguera      | 74' |
| 15 | Defensa   | Enrique Romero     | 82' |

| 21 | Delantero      | Sebastjan Cimirotič | 57' |
| 18 | Centrocampista | Milenko Ačimovič    | 63' |
| 14 | Centrocampista | Saša Gajser         | 77' |

| Anotado         | 44' | Raúl                | 1:0 |
| Anotado         | 74' | Juan Carlos Valerón | 2:0 |
| Anotado · Penal | 87' | Fernando Hierro     | 3:1 |

| Anotado | 82' | Sebastjan Cimirotič | 2:1 |

| Amonestado | 36' | Juan Carlos Valerón |

| Amonestado | 45+1' | Amir Karić          |
| Amonestado | 65'   | Sebastjan Cimirotič |

| Árbitro             | Mohamed Guezzaz |
| Árbitros asistentes | Ali Tomusange   |
| Árbitros asistentes | Egon Bereuter   |
| Cuarto árbitro      | Coffi Codjia    |

| 1          | Guardameta     | Iker Casillas        |     |
| 3          | Defensa        | Juanfran             | 82' |
| 5          | Defensa        | Carles Puyol         |     |
| 6          | Defensa        | Fernando Hierro      |     |
| 20         | Defensa        | Miguel Ángel Nadal   |     |
| 8          | Centrocampista | Rubén Baraja         |     |
| 11         | Centrocampista | Javi de Pedro        |     |
| 17         | Centrocampista | Juan Carlos Valerón  |     |
| 21         | Centrocampista | Luis Enrique         | 74' |
| 7          | Delantero      | Raúl                 |     |
| 10         | Delantero      | Diego Tristán        | 67' |
| Entrenador | Entrenador     | José Antonio Camacho |     |

| 1          | Guardameta     | Marko Simeunovič |     |
| 3          | Defensa        | Željko Milinovič |     |
| 5          | Defensa        | Marinko Galič    |     |
| 6          | Defensa        | Aleksander Knavs |     |
| 7          | Centrocampista | Džoni Novak      | 77' |
| 8          | Centrocampista | Aleš Čeh         |     |
| 10         | Centrocampista | Zlatko Zahovič   | 63' |
| 11         | Centrocampista | Miran Pavlin     |     |
| 19         | Centrocampista | Amir Karić       |     |
| 9          | Delantero      | Milan Osterc     | 57' |
| 13         | Delantero      | Mladen Rudonja   |     |
| Entrenador | Entrenador     | Srečko Katanec   |     |

| 9  | Delantero | Fernando Morientes | 67' |
| 4  | Defensa   | Iván Helguera      | 74' |
| 15 | Defensa   | Enrique Romero     | 82' |

| 21 | Delantero      | Sebastjan Cimirotič | 57' |
| 18 | Centrocampista | Milenko Ačimovič    | 63' |
| 14 | Centrocampista | Saša Gajser         | 77' |

| Anotado         | 44' | Raúl                | 1:0 |
| Anotado         | 74' | Juan Carlos Valerón | 2:0 |
| Anotado · Penal | 87' | Fernando Hierro     | 3:1 |

| Anotado | 82' | Sebastjan Cimirotič | 2:1 |

| Amonestado | 36' | Juan Carlos Valerón |

| Amonestado | 45+1' | Amir Karić          |
| Amonestado | 65'   | Sebastjan Cimirotič |

| Árbitro             | Mohamed Guezzaz |
| Árbitros asistentes | Ali Tomusange   |
| Árbitros asistentes | Egon Bereuter   |
| Cuarto árbitro      | Coffi Codjia    |

| Estadísticas      | Bandera de España | Bandera de Eslovenia |
| Tiros             | 14                | 7                    |
| Tiros a puerta    | 8                 | 2                    |
| Faltas            | 17                | 18                   |
| Saques de esquina | 5                 | 5                    |
| Penaltis          | 1 (1)             | 0                    |
| Fueras de juego   | 2                 | 0                    |
| Posesión de balón | 57%               | 43%                  |

#### España vs. Paraguay
| 7 de junio, 18:00 | España                                 | 3:1 (0:1) | Paraguay         | Estadio Mundialista, Jeonju                                   |                                                               |
|                   | Morientes 53', 69' · Hierro 83' (pen.) | Reporte   | Puyol 10' (a.g.) | Asistencia: 24 000 espectadores Árbitro(s): Gamal Al-Ghandour | Asistencia: 24 000 espectadores Árbitro(s): Gamal Al-Ghandour |

| 1          | Guardameta     | Iker Casillas        |     |
| 3          | Defensa        | Juanfran             |     |
| 5          | Defensa        | Carles Puyol         |     |
| 6          | Defensa        | Fernando Hierro      |     |
| 20         | Defensa        | Miguel Ángel Nadal   |     |
| 8          | Centrocampista | Rubén Baraja         |     |
| 11         | Centrocampista | Javi de Pedro        |     |
| 17         | Centrocampista | Juan Carlos Valerón  | 85' |
| 21         | Centrocampista | Luis Enrique         | 46' |
| 7          | Delantero      | Raúl                 |     |
| 10         | Delantero      | Diego Tristán        | 46' |
| Entrenador | Entrenador     | José Antonio Camacho |     |

| 1          | Guardameta     | José Luis Chilavert |     |
| 2          | Defensa        | Francisco Arce      |     |
| 4          | Defensa        | Carlos Gamarra      |     |
| 5          | Defensa        | Celso Ayala         |     |
| 18         | Defensa        | Julio César Cáceres |     |
| 21         | Defensa        | Denis Caniza        | 78' |
| 10         | Centrocampista | Roberto Acuña       |     |
| 13         | Centrocampista | Carlos Paredes      |     |
| 14         | Centrocampista | Diego Gavilán       |     |
| 9          | Delantero      | Roque Santa Cruz    |     |
| 20         | Delantero      | José Cardozo        | 63' |
| Entrenador | Entrenador     | Cesare Maldini      |     |

| 4  | Defensa        | Iván Helguera      | 46' |
| 9  | Delantero      | Fernando Morientes | 46' |
| 19 | Centrocampista | Xavi Hernández     | 85' |

| 11 | Delantero      | Jorge Campos       | 63' |
| 6  | Centrocampista | Estanislao Struway | 78' |

| Anotado         | 53' | Fernando Morientes | 1:1 |
| Anotado         | 69' | Fernando Morientes | 2:1 |
| Anotado · Penal | 83' | Fernando Hierro    | 3:1 |

| Anotado · Autogol | 10' | Carles Puyol | 0:1 |

| Amonestado | 9' | Rubén Baraja |

| Amonestado | 44' | Francisco Arce   |
| Amonestado | 60' | Diego Gavilán    |
| Amonestado | 80' | Roque Santa Cruz |

| Árbitro             | Gamal Al-Ghandour  |
| Árbitros asistentes | Wagih Farag        |
| Árbitros asistentes | Brighton Mudzamiri |
| Cuarto árbitro      | Mohamed Guezzaz    |

| 1          | Guardameta     | Iker Casillas        |     |
| 3          | Defensa        | Juanfran             |     |
| 5          | Defensa        | Carles Puyol         |     |
| 6          | Defensa        | Fernando Hierro      |     |
| 20         | Defensa        | Miguel Ángel Nadal   |     |
| 8          | Centrocampista | Rubén Baraja         |     |
| 11         | Centrocampista | Javi de Pedro        |     |
| 17         | Centrocampista | Juan Carlos Valerón  | 85' |
| 21         | Centrocampista | Luis Enrique         | 46' |
| 7          | Delantero      | Raúl                 |     |
| 10         | Delantero      | Diego Tristán        | 46' |
| Entrenador | Entrenador     | José Antonio Camacho |     |

| 1          | Guardameta     | José Luis Chilavert |     |
| 2          | Defensa        | Francisco Arce      |     |
| 4          | Defensa        | Carlos Gamarra      |     |
| 5          | Defensa        | Celso Ayala         |     |
| 18         | Defensa        | Julio César Cáceres |     |
| 21         | Defensa        | Denis Caniza        | 78' |
| 10         | Centrocampista | Roberto Acuña       |     |
| 13         | Centrocampista | Carlos Paredes      |     |
| 14         | Centrocampista | Diego Gavilán       |     |
| 9          | Delantero      | Roque Santa Cruz    |     |
| 20         | Delantero      | José Cardozo        | 63' |
| Entrenador | Entrenador     | Cesare Maldini      |     |

| 4  | Defensa        | Iván Helguera      | 46' |
| 9  | Delantero      | Fernando Morientes | 46' |
| 19 | Centrocampista | Xavi Hernández     | 85' |

| 11 | Delantero      | Jorge Campos       | 63' |
| 6  | Centrocampista | Estanislao Struway | 78' |

| Anotado         | 53' | Fernando Morientes | 1:1 |
| Anotado         | 69' | Fernando Morientes | 2:1 |
| Anotado · Penal | 83' | Fernando Hierro    | 3:1 |

| Anotado · Autogol | 10' | Carles Puyol | 0:1 |

| Amonestado | 9' | Rubén Baraja |

| Amonestado | 44' | Francisco Arce   |
| Amonestado | 60' | Diego Gavilán    |
| Amonestado | 80' | Roque Santa Cruz |

| Árbitro             | Gamal Al-Ghandour  |
| Árbitros asistentes | Wagih Farag        |
| Árbitros asistentes | Brighton Mudzamiri |
| Cuarto árbitro      | Mohamed Guezzaz    |

| Estadísticas      | Bandera de España | Bandera de Paraguay |
| Tiros             | 16                | 9                   |
| Tiros a puerta    | 7                 | 2                   |
| Faltas            | 12                | 19                  |
| Saques de esquina | 5                 | 3                   |
| Penaltis          | 1 (1)             | 0                   |
| Fueras de juego   | 3                 | 2                   |
| Posesión de balón | 55%               | 45%                 |

#### Sudáfrica vs. España
| 12 de junio, 20:30 | Sudáfrica                 | 2:3 (1:2) | España                        | Estadio Mundialista, Daejeon                                     |                                                                  |
|                    | McCarthy 31' · Radebe 53' | Reporte   | Raúl 4', 56' · Mendieta 45+1' | Asistencia: 31 024 espectadores Árbitro(s): Saad Kamil Al-Fadhli | Asistencia: 31 024 espectadores Árbitro(s): Saad Kamil Al-Fadhli |

| 16         | Guardameta     | Andre Arendse      |     |
| 2          | Defensa        | Cyril Nzama        |     |
| 3          | Defensa        | Bradley Carnell    |     |
| 4          | Defensa        | Aaron Mokoena      |     |
| 19         | Defensa        | Lucas Radebe       | 80' |
| 6          | Centrocampista | MacBeth Sibaya     |     |
| 7          | Centrocampista | Quinton Fortune    | 83' |
| 12         | Centrocampista | Teboho Mokoena     |     |
| 15         | Centrocampista | Sibusiso Zuma      |     |
| 14         | Delantero      | Siyabonga Nomvethe | 74' |
| 17         | Delantero      | Benni McCarthy     |     |
| Entrenador | Entrenador     | Jomo Sono          |     |

| 1          | Guardameta     | Iker Casillas        |     |
| 2          | Defensa        | Curro Torres         |     |
| 15         | Defensa        | Enrique Romero       |     |
| 19         | Defensa        | Xavi Hernández       |     |
| 20         | Defensa        | Miguel Ángel Nadal   |     |
| 4          | Centrocampista | Iván Helguera        |     |
| 14         | Centrocampista | David Albelda        | 53' |
| 16         | Centrocampista | Gaizka Mendieta      |     |
| 22         | Centrocampista | Joaquín              |     |
| 7          | Delantero      | Raúl                 | 82' |
| 9          | Delantero      | Fernando Morientes   | 77' |
| Entrenador | Entrenador     | José Antonio Camacho |     |

| 23 | Delantero | George Koumantarakis | 74' |
| 22 | Defensa   | Thabang Molefe       | 80' |
| 5  | Defensa   | Jacob Lekgetho       | 83' |

| 18 | Centrocampista | Sergio González | 53' |
| 12 | Delantero      | Albert Luque    | 77' |
| 21 | Centrocampista | Luis Enrique    | 82' |

| Anotado | 31' | Benni McCarthy | 1:1 |
| Anotado | 53' | Lucas Radebe   | 2:2 |

| Anotado | 4'    | Raúl            | 0:1 |
| Anotado | 45+1' | Gaizka Mendieta | 1:2 |
| Anotado | 56'   | Raúl            | 2:3 |

| Amonestado | 16' | Cyril Nzama        |
| Amonestado | 67' | Bradley Carnell    |
| Amonestado | 69' | Siyabonga Nomvethe |
| Amonestado | 81' | Aaron Mokoena      |

| Árbitro             | Saad Kamil Al-Fadhli |
| Árbitros asistentes | Jorge Rattalino      |
| Árbitros asistentes | Awni Hassouneh       |
| Cuarto árbitro      | Mohamed Guezzaz      |

| 16         | Guardameta     | Andre Arendse      |     |
| 2          | Defensa        | Cyril Nzama        |     |
| 3          | Defensa        | Bradley Carnell    |     |
| 4          | Defensa        | Aaron Mokoena      |     |
| 19         | Defensa        | Lucas Radebe       | 80' |
| 6          | Centrocampista | MacBeth Sibaya     |     |
| 7          | Centrocampista | Quinton Fortune    | 83' |
| 12         | Centrocampista | Teboho Mokoena     |     |
| 15         | Centrocampista | Sibusiso Zuma      |     |
| 14         | Delantero      | Siyabonga Nomvethe | 74' |
| 17         | Delantero      | Benni McCarthy     |     |
| Entrenador | Entrenador     | Jomo Sono          |     |

| 1          | Guardameta     | Iker Casillas        |     |
| 2          | Defensa        | Curro Torres         |     |
| 15         | Defensa        | Enrique Romero       |     |
| 19         | Defensa        | Xavi Hernández       |     |
| 20         | Defensa        | Miguel Ángel Nadal   |     |
| 4          | Centrocampista | Iván Helguera        |     |
| 14         | Centrocampista | David Albelda        | 53' |
| 16         | Centrocampista | Gaizka Mendieta      |     |
| 22         | Centrocampista | Joaquín              |     |
| 7          | Delantero      | Raúl                 | 82' |
| 9          | Delantero      | Fernando Morientes   | 77' |
| Entrenador | Entrenador     | José Antonio Camacho |     |

| 23 | Delantero | George Koumantarakis | 74' |
| 22 | Defensa   | Thabang Molefe       | 80' |
| 5  | Defensa   | Jacob Lekgetho       | 83' |

| 18 | Centrocampista | Sergio González | 53' |
| 12 | Delantero      | Albert Luque    | 77' |
| 21 | Centrocampista | Luis Enrique    | 82' |

| Anotado | 31' | Benni McCarthy | 1:1 |
| Anotado | 53' | Lucas Radebe   | 2:2 |

| Anotado | 4'    | Raúl            | 0:1 |
| Anotado | 45+1' | Gaizka Mendieta | 1:2 |
| Anotado | 56'   | Raúl            | 2:3 |

| Amonestado | 16' | Cyril Nzama        |
| Amonestado | 67' | Bradley Carnell    |
| Amonestado | 69' | Siyabonga Nomvethe |
| Amonestado | 81' | Aaron Mokoena      |

| Árbitro             | Saad Kamil Al-Fadhli |
| Árbitros asistentes | Jorge Rattalino      |
| Árbitros asistentes | Awni Hassouneh       |
| Cuarto árbitro      | Mohamed Guezzaz      |

| Estadísticas      | Bandera de Sudáfrica | Bandera de España |
| Tiros             | 5                    | 12                |
| Tiros a puerta    | 3                    | 8                 |
| Faltas            | 16                   | 7                 |
| Saques de esquina | 3                    | 7                 |
| Penaltis          | 0                    | 0                 |
| Fueras de juego   | 1                    | 2                 |
| Posesión de balón | 43%                  | 57%               |

### Octavos de final

#### España vs. Irlanda
En octavos de final, se cruzó con Irlanda. Los irlandeses empezaron perdiendo, pero en los últimos minutos consiguieron igualar el marcador anotando un penalti. Tras  la prórroga, el partido tuvo que resolverse en la tanda de penaltis. España consiguió clasificarse para cuartos de final gracias a la actuación de Iker Casillas que detuvo tres lanzamientos.
| 16 de junio, 20:30 | España                                          | 1:1 (1:1, 1:0) (t. s.)(3:2 p.) | Irlanda                                       | Estadio Mundialista, Suwon                               |                                                          |
|                    | Morientes 8'                                    | Reporte                        | Keane 90' (pen.)                              | Asistencia: 38 926 espectadores Árbitro(s): Anders Frisk | Asistencia: 38 926 espectadores Árbitro(s): Anders Frisk |
|                    |                                                 | Tiros desde el punto penal     |                                               |                                                          |                                                          |
|                    | Hierro · Baraja · Juanfran · Valerón · Mendieta |                                | Keane · Holland · Connolly · Kilbane · Finnan |                                                          |                                                          |

| 1          | Guardameta     | Iker Casillas        |     |
| 3          | Defensa        | Juanfran             |     |
| 5          | Defensa        | Carles Puyol         |     |
| 6          | Defensa        | Fernando Hierro      |     |
| 4          | Centrocampista | Iván Helguera        |     |
| 8          | Centrocampista | Rubén Baraja         |     |
| 11         | Centrocampista | Javi de Pedro        | 66' |
| 17         | Centrocampista | Juan Carlos Valerón  |     |
| 21         | Centrocampista | Luis Enrique         |     |
| 7          | Delantero      | Raúl                 | 80' |
| 9          | Delantero      | Fernando Morientes   | 72' |
| Entrenador | Entrenador     | José Antonio Camacho |     |

| 1          | Guardameta     | Shay Given     |     |
| 2          | Defensa        | Steve Finnan   |     |
| 3          | Defensa        | Ian Harte      | 82' |
| 5          | Defensa        | Steve Staunton | 50' |
| 14         | Defensa        | Gary Breen     |     |
| 18         | Defensa        | Gary Kelly     | 55' |
| 8          | Centrocampista | Matt Holland   |     |
| 12         | Centrocampista | Mark Kinsella  |     |
| 9          | Delantero      | Damien Duff    |     |
| 10         | Delantero      | Robbie Keane   |     |
| 11         | Delantero      | Kevin Kilbane  |     |
| Entrenador | Entrenador     | Mick McCarthy  |     |

| 16 | Centrocampista | Gaizka Mendieta | 66' |
| 14 | Centrocampista | David Albelda   | 72' |
| 12 | Delantero      | Albert Luque    | 80' |

| 4  | Defensa   | Kenny Cunningham | 50' |
| 17 | Delantero | Niall Quinn      | 55' |
| 13 | Delantero | David Connolly   | 82' |

| Anotado | 8' | Fernando Morientes | 1:0 |

| Anotado · Penal | 90' | Robbie Keane | 1:1 |

|                     |                           | 0:1 | Acierto de penal           | Robbie Keane   |
| Fernando Hierro     | Acierto de penal          | 1:1 |                            |                |
|                     |                           | 1:1 | Fallo de penal (travesaño) | Matt Holland   |
| Rubén Baraja        | Acierto de penal          | 2:1 |                            |                |
|                     |                           | 2:1 | Fallo de penal (atajado)   | David Connolly |
| Juanfran            | Fallo de penal (desviado) | 2:1 |                            |                |
|                     |                           | 2:1 | Fallo de penal (atajado)   | Kevin Kilbane  |
| Juan Carlos Valerón | Fallo de penal (desviado) | 2:1 |                            |                |
|                     |                           | 2:2 | Acierto de penal           | Steve Finnan   |
| Gaizka Mendieta     | Acierto de penal          | 3:2 |                            |                |

| Amonestado | 62' | Juanfran        |
| Amonestado | 87' | Rubén Baraja    |
| Amonestado | 89' | Fernando Hierro |

| Árbitro             | Anders Frisk  |
| Árbitros asistentes | Leif Lindberg |
| Árbitros asistentes | Igor Šramka   |
| Cuarto árbitro      | Urs Meier     |

| 1          | Guardameta     | Iker Casillas        |     |
| 3          | Defensa        | Juanfran             |     |
| 5          | Defensa        | Carles Puyol         |     |
| 6          | Defensa        | Fernando Hierro      |     |
| 4          | Centrocampista | Iván Helguera        |     |
| 8          | Centrocampista | Rubén Baraja         |     |
| 11         | Centrocampista | Javi de Pedro        | 66' |
| 17         | Centrocampista | Juan Carlos Valerón  |     |
| 21         | Centrocampista | Luis Enrique         |     |
| 7          | Delantero      | Raúl                 | 80' |
| 9          | Delantero      | Fernando Morientes   | 72' |
| Entrenador | Entrenador     | José Antonio Camacho |     |

| 1          | Guardameta     | Shay Given     |     |
| 2          | Defensa        | Steve Finnan   |     |
| 3          | Defensa        | Ian Harte      | 82' |
| 5          | Defensa        | Steve Staunton | 50' |
| 14         | Defensa        | Gary Breen     |     |
| 18         | Defensa        | Gary Kelly     | 55' |
| 8          | Centrocampista | Matt Holland   |     |
| 12         | Centrocampista | Mark Kinsella  |     |
| 9          | Delantero      | Damien Duff    |     |
| 10         | Delantero      | Robbie Keane   |     |
| 11         | Delantero      | Kevin Kilbane  |     |
| Entrenador | Entrenador     | Mick McCarthy  |     |

| 16 | Centrocampista | Gaizka Mendieta | 66' |
| 14 | Centrocampista | David Albelda   | 72' |
| 12 | Delantero      | Albert Luque    | 80' |

| 4  | Defensa   | Kenny Cunningham | 50' |
| 17 | Delantero | Niall Quinn      | 55' |
| 13 | Delantero | David Connolly   | 82' |

| Anotado | 8' | Fernando Morientes | 1:0 |

| Anotado · Penal | 90' | Robbie Keane | 1:1 |

|                     |                           | 0:1 | Acierto de penal           | Robbie Keane   |
| Fernando Hierro     | Acierto de penal          | 1:1 |                            |                |
|                     |                           | 1:1 | Fallo de penal (travesaño) | Matt Holland   |
| Rubén Baraja        | Acierto de penal          | 2:1 |                            |                |
|                     |                           | 2:1 | Fallo de penal (atajado)   | David Connolly |
| Juanfran            | Fallo de penal (desviado) | 2:1 |                            |                |
|                     |                           | 2:1 | Fallo de penal (atajado)   | Kevin Kilbane  |
| Juan Carlos Valerón | Fallo de penal (desviado) | 2:1 |                            |                |
|                     |                           | 2:2 | Acierto de penal           | Steve Finnan   |
| Gaizka Mendieta     | Acierto de penal          | 3:2 |                            |                |

| Amonestado | 62' | Juanfran        |
| Amonestado | 87' | Rubén Baraja    |
| Amonestado | 89' | Fernando Hierro |

| Árbitro             | Anders Frisk  |
| Árbitros asistentes | Leif Lindberg |
| Árbitros asistentes | Igor Šramka   |
| Cuarto árbitro      | Urs Meier     |

| Estadísticas      | Bandera de España | Bandera de Irlanda |
| Tiros             | 16                | 23                 |
| Tiros a puerta    | 8                 | 9                  |
| Faltas            | 19                | 23                 |
| Saques de esquina | 5                 | 6                  |
| Penaltis          | 0                 | 2 (1)              |
| Fueras de juego   | 13                | 1                  |
| Posesión de balón | 46%               | 54%                |

### Cuartos de final

#### España vs. Corea del Sur
Sin embargo, en los cuartos, la selección española cayó eliminada ante Corea del Sur en los penaltis al acabar 0-0 en los 120 minutos. Cabe destacar que el árbitro, Gamal Al-Ghandour, anuló hasta tres goles que eran legales a España. Finalmente, Joaquín falló el penalti que clasificó a Corea que fue acusada de recibir muchas ayudas arbitrales durante el torneo.
Pese a ello, la España de Camacho consiguió el mejor resultado de la época moderna en un Mundial: 5.º (superado en 2010, cuando España se proclamó campeona). Destacar también que fue, junto con el mundial de Rusia 2018, la única vez que España no perdió ningún partido en una Copa del Mundo.
| 22 de junio, 15:30 | España                           | 0:0 (t. s.)(3:5 p.)        | Corea del Sur                                                  | Estadio Mundialista, Gwangju                                  |                                                               |
|                    |                                  | Reporte                    |                                                                | Asistencia: 42 114 espectadores Árbitro(s): Gamal Al-Ghandour | Asistencia: 42 114 espectadores Árbitro(s): Gamal Al-Ghandour |
|                    |                                  | Tiros desde el punto penal |                                                                |                                                               |                                                               |
|                    | Hierro · Baraja · Xavi · Joaquín |                            | S. H. Hwang · J. S. Park · K. H. Seol · J. H. Ahn · M. B. Hong |                                                               |                                                               |

| 1          | Guardameta     | Iker Casillas        |     |
| 5          | Defensa        | Carles Puyol         |     |
| 6          | Defensa        | Fernando Hierro      |     |
| 15         | Defensa        | Enrique Romero       |     |
| 20         | Defensa        | Miguel Ángel Nadal   |     |
| 4          | Centrocampista | Iván Helguera        | 93' |
| 8          | Centrocampista | Rubén Baraja         |     |
| 11         | Centrocampista | Javi de Pedro        | 70' |
| 17         | Centrocampista | Juan Carlos Valerón  | 80' |
| 22         | Centrocampista | Joaquín              |     |
| 9          | Delantero      | Fernando Morientes   |     |
| Entrenador | Entrenador     | José Antonio Camacho |     |

| 1          | Guardameta     | Lee Woon-jae   |     |
| 4          | Defensa        | Choi Jin-cheul |     |
| 7          | Defensa        | Kim Tae-young  | 90' |
| 20         | Defensa        | Hong Myung-bo  |     |
| 5          | Centrocampista | Kim Nam-il     | 32' |
| 6          | Centrocampista | Yoo Sang-chul  | 60' |
| 10         | Centrocampista | Lee Young-pyo  |     |
| 19         | Centrocampista | Ahn Jung-hwan  |     |
| 21         | Centrocampista | Park Ji-sung   |     |
| 22         | Centrocampista | Song Chong-gug |     |
| 9          | Delantero      | Seol Ki-hyeon  |     |
| Entrenador | Entrenador     | Guus Hiddink   |     |

| 16 | Centrocampista | Gaizka Mendieta | 70' |
| 21 | Centrocampista | Luis Enrique    | 80' |
| 19 | Centrocampista | Xavi            | 93' |

| 13 | Centrocampista | Lee Eul-yong   | 32' |
| 14 | Delantero      | Lee Chun-soo   | 60' |
| 18 | Delantero      | Hwang Sun-hong | 90' |

|                 |                          | 0:1 | Acierto de penal | Hwang Sun-hong |
| Fernando Hierro | Acierto de penal         | 1:1 |                  |                |
|                 |                          | 1:2 | Acierto de penal | Park Ji-sung   |
| Rubén Baraja    | Acierto de penal         | 2:2 |                  |                |
|                 |                          | 2:3 | Acierto de penal | Seol Ki-hyeon  |
| Xavi            | Acierto de penal         | 3:3 |                  |                |
|                 |                          | 3:4 | Acierto de penal | Ahn Jung-hwan  |
| Joaquín         | Fallo de penal (atajado) | 3:4 |                  |                |
|                 |                          | 3:5 | Acierto de penal | Hong Myung-bo  |

| Amonestado | 53'  | Javier de Pedro    |
| Amonestado | 111' | Fernando Morientes |

| Amonestado | 52' | Yoo Sang-chul |

| Árbitro             | Gamal Al-Ghandour    |
| Árbitros asistentes | Ali Tomusange        |
| Árbitros asistentes | Michael Ragoonath    |
| Cuarto árbitro      | Saad Kamil Al-Fadhli |

| 1          | Guardameta     | Iker Casillas        |     |
| 5          | Defensa        | Carles Puyol         |     |
| 6          | Defensa        | Fernando Hierro      |     |
| 15         | Defensa        | Enrique Romero       |     |
| 20         | Defensa        | Miguel Ángel Nadal   |     |
| 4          | Centrocampista | Iván Helguera        | 93' |
| 8          | Centrocampista | Rubén Baraja         |     |
| 11         | Centrocampista | Javi de Pedro        | 70' |
| 17         | Centrocampista | Juan Carlos Valerón  | 80' |
| 22         | Centrocampista | Joaquín              |     |
| 9          | Delantero      | Fernando Morientes   |     |
| Entrenador | Entrenador     | José Antonio Camacho |     |

| 1          | Guardameta     | Lee Woon-jae   |     |
| 4          | Defensa        | Choi Jin-cheul |     |
| 7          | Defensa        | Kim Tae-young  | 90' |
| 20         | Defensa        | Hong Myung-bo  |     |
| 5          | Centrocampista | Kim Nam-il     | 32' |
| 6          | Centrocampista | Yoo Sang-chul  | 60' |
| 10         | Centrocampista | Lee Young-pyo  |     |
| 19         | Centrocampista | Ahn Jung-hwan  |     |
| 21         | Centrocampista | Park Ji-sung   |     |
| 22         | Centrocampista | Song Chong-gug |     |
| 9          | Delantero      | Seol Ki-hyeon  |     |
| Entrenador | Entrenador     | Guus Hiddink   |     |

| 16 | Centrocampista | Gaizka Mendieta | 70' |
| 21 | Centrocampista | Luis Enrique    | 80' |
| 19 | Centrocampista | Xavi            | 93' |

| 13 | Centrocampista | Lee Eul-yong   | 32' |
| 14 | Delantero      | Lee Chun-soo   | 60' |
| 18 | Delantero      | Hwang Sun-hong | 90' |

|                 |                          | 0:1 | Acierto de penal | Hwang Sun-hong |
| Fernando Hierro | Acierto de penal         | 1:1 |                  |                |
|                 |                          | 1:2 | Acierto de penal | Park Ji-sung   |
| Rubén Baraja    | Acierto de penal         | 2:2 |                  |                |
|                 |                          | 2:3 | Acierto de penal | Seol Ki-hyeon  |
| Xavi            | Acierto de penal         | 3:3 |                  |                |
|                 |                          | 3:4 | Acierto de penal | Ahn Jung-hwan  |
| Joaquín         | Fallo de penal (atajado) | 3:4 |                  |                |
|                 |                          | 3:5 | Acierto de penal | Hong Myung-bo  |

| Amonestado | 53'  | Javier de Pedro    |
| Amonestado | 111' | Fernando Morientes |

| Amonestado | 52' | Yoo Sang-chul |

| Árbitro             | Gamal Al-Ghandour    |
| Árbitros asistentes | Ali Tomusange        |
| Árbitros asistentes | Michael Ragoonath    |
| Cuarto árbitro      | Saad Kamil Al-Fadhli |

| Estadísticas      | Bandera de España | Bandera de Corea del Sur |
| Tiros             | 21                | 13                       |
| Tiros a puerta    | 8                 | 3                        |
| Faltas            | 20                | 22                       |
| Saques de esquina | 6                 | 5                        |
| Penaltis          | 0                 | 0                        |
| Fueras de juego   | 5                 | 2                        |
| Posesión de balón | 49%               | 51%                      |

## Estadísticas
| Equipo | Equipo         | Pts | PJ | PG | PE | PP | GF | GC | Dif | Rend   |
| ------ | -------------- | --- | -- | -- | -- | -- | -- | -- | --- | ------ |
| 1      | Brasil         | 21  | 7  | 7  | 0  | 0  | 18 | 4  | 14  | 100,0% |
| 2      | Alemania       | 16  | 7  | 5  | 1  | 1  | 14 | 3  | 11  | 76,2%  |
| 3      | Turquía        | 13  | 7  | 4  | 1  | 2  | 10 | 6  | 4   | 61,9%  |
| 4      | Corea del Sur  | 11  | 7  | 3  | 2  | 2  | 8  | 6  | 2   | 52,4%  |
| 5      | España         | 11  | 5  | 3  | 2  | 0  | 10 | 5  | 5   | 73,3%  |
| 6      | Inglaterra     | 8   | 5  | 2  | 2  | 1  | 6  | 3  | 3   | 53,3%  |
| 7      | Senegal        | 8   | 5  | 2  | 2  | 1  | 7  | 6  | 1   | 53,3%  |
| 8      | Estados Unidos | 7   | 5  | 2  | 1  | 2  | 7  | 7  | 0   | 46,7%  |